# Дєдик Олександр Георгійович

Олександр Дєдик — воєнний історик, заступник головного редактора [https://astrolabium.com.ua/citadel/ Львівського мілітарного альманаху "Цитаделя"

Олександр Георгійович Дєдик — український історик, дослідник воєнної історії, заступник головного редактора Львівського мілітарного альманаху «Цитаделя».
Освіту здобув у Львівському державному університеті імені Івана Франка (1986–1991).
У 1993–2011 роках працював заступником директора українсько-американського благодійного фонду «Сейбр-Світло» — забезпечував наукові та освітні інституції України фаховою літературою, наданою провідними видавництвами США та Західної Європи.
У 2014–2019 роках був науковим співробітником Центру українських військових традицій і патріотичного виховання Науково-дослідного інституту українознавства МОН України.
Є автором низки наукових і науково-популярних публікацій з історії Першої світової, українсько-польської (1918–1919) та радянсько-польської (1919–1920) воєн.
Наукові зацікавлення:
- проблеми взаємозв'язку політики і стратегії;
- історія воєн і воєнного мистецтва;
- стратегічне планування;
- воєнна історія України ХХ століття;
- воєнна географія України;
- мілітарні аспекти історії Львова.

## Наукові праці

Бої у Львові. 1–21 листопада 1918 року. Частина ІІ

### Книги
- Дєдик О. Чортківська офензива: Найуспішніша операція Галицької армії [Архівовано 20 січня 2021 у Wayback Machine.]. Львів: «Астролябія», 2020. 416 с. ISBN: 978-617-664-188-9
- Дєдик О. Бої у Львові. 1–21 листопада 1918 року [Архівовано 19 січня 2021 у Wayback Machine.]. Частина II. Львів: Астролябія, 2020. 192 с. ISBN: 978-617-664-141-4
- Дєдик О., Слободянюк М., Фешовець О. Без паніки! Як вижити, боротися й перемогти під час бойових дій: Порадник для цивільного населення. — Львів: Астролябія, 2018.
- Дєдик О. Бої у Львові. 1–21 листопада 1918 року [Архівовано 28 січня 2021 у Wayback Machine.]. Частина I. Львів: Астролябія, 2018. 192 с. ISBN 978-617-664-141-4
- Дєдик О. Чортківська офензива. Львів: «Астролябія». Ч. І. 2013; Ч. ІІ. 2015.
- Галайко Б., Голубко В., Дєдик О., Коваль Р., Козицький А., Михальчишин Ю., Пагіря О., Тучковський О., Федик І., Хома І. Історія України. 10-11 класи. Матеріали до підручника для загальноосвітніх шкіл. Львів: «Астролябія», 2013.
- Дєдик О., Козицький А., Мороз В., Муравський В. Львів. Місто наших героїв. Львів: Літопис, 2009. 248 с.

### Основні статті
- Дєдик О. Знову про "диявола в  деталях". Рецензія на книгу Даміана Марковського "Два повстання. Битва за Львів-1918" // Цитаделя: Львівський мілітарний альманах. № 16, С. 93–97. ISBN: 2074-0921.
- Дєдик О. Трилогія розвідника. Нотатки до публікації рукопису Івана Лемківського «Розвідка УГА. Організація і праця Розвідчого Відділу НК УГА» // Цитаделя: Львівський мілітарний альманах. №. 5. С. 33–41. ISSN 2074-0921.
- Дєдик О. Невиразне відлуння важкого братерства: рецензія на книгу «Польща та Україна в боротьбі за незалежність 1918—1920» // Цитаделя: Львівський мілітарний альманах. Ч. 6. С. 109–115. ISSN 2074-0921.
- Дєдик О. Галичина у планах віденських стратегів: концепції, комунікації та фортифікації (Початок) // Цитаделя: Львівський мілітарний альманах. Ч. 1 (9). С. 37–45; Продовження // Цитаделя: Львівський мілітарний альманах. Ч. 2 (10). С. 27–39; Закінчення // Цитаделя: Львівський мілітарний альманах. — Ч. 11. С. 22–34.  ISSN 2074-0921.
- Дєдик О. Нотатки до історії піхотних полків Галицької Армії. // Цитаделя: Львівський мілітарний альманах.  № 9. С. 37–45. ISSN 2074-0921.
- Дєдик О. Рецензія на книгу Андрія Руккаса «Разом з польським військом»: Армія Української Народної Республіки 1920 р. (структура, організація, чисельність, уніформа). // Цитаделя: Львівський мілітарний альманах. Львів: «Астролябія», 2013. Ч. 2 (10). С. 92–95. ISSN 2074-0921.
- Дєдик О. Туринка і Ярославичі — два різних результати однієї концепції. // Українознавство. Київ, 2015. № 4. С. 69–75. ISSN 2413-7065.
- Дєдик О. Боротьба за мости через Дністер напередодні Чортківської офензиви. // Україна: культурна спадщина, національна свідомість, державність. Випуск 18: Західно-Українська Народна Республіка: до 90-річчя утворення. Львів, 2009. с. 409–418.
- Дєдик О. Війна на залізничних коліях. Панцирники УГА. // Літопис «Червоної Калини». Львів, 1992. Ч. 6–7. С. 2-5.

## Відзнаки
- Нагороджений Почесною відзнакою Львівської обласної ради "100-річчя від дня проголошення Західно-Української Народної Республіки" (2018).
- Лауреат премії імені Героя України Степана Бандери в номінації «Політична діяльність» (2019).